# Sugarcane (película)
Sugarcane es un documental de 2024 dirigido por Julian Brave NoiseCat y Emily Kassie, y producido por Emily Kassie y Kellen Quinn. La película sigue una investigación sobre el sistema de escuelas residenciales indígenas de Canadá, provocando un proceso de confrontación en las vidas de los sobrevivientes y sus descendientes.
Tuvo su estreno mundial en el Festival de Cine de Sundance el 20 de enero de 2024, donde ganó el premio del Gran Jurado a la Mejor Dirección. Se estrenó en cines en ediciones limitadas en Estados Unidos y Canadá el 9 de agosto de 2024, antes de expandirse gradualmente a otras ciudades a partir del 16 de agosto, distribuido por National Geographic Documentary Films a través de Variance Films en EE. UU. y Films We Like en Canadá. Recibió elogios de la crítica y ganó el premio al Mejor Documental en el National Board of Review. En la 97.ª edición de los Premios Óscar, fue nominada al premio a Mejor Largometraje Documental.

## Premisa
Sugarcane sigue una investigación sobre el sistema de escuelas residenciales indígenas en Canadá, desvelando un proceso de confrontación en las vidas de los sobrevivientes y sus descendientes.

## Producción
La película recibió subvenciones del Catapult Film Fund y del International Documentary Association Enterprise Fund. Lily Gladstone se unió al proyecto como productora ejecutiva.